# Ferulago asparagifolia
Ferulago asparagifolia är en flockblommig växtart som beskrevs av Pierre Edmond Boissier. Ferulago asparagifolia ingår i släktet Ferulago och familjen flockblommiga växter. Inga underarter finns listade i Catalogue of Life.